# Risto Laakkonen
Risto ("Rise") Juhani Laakkonen (Kuopio, 6 mei 1967) is een voormalig schansspringer uit Finland, die zijn vaderland tweemaal vertegenwoordigde bij de Olympische Winterspelen: 1988 en 1992. 
Gedurende zijn carrière won Laakkonen twee gouden medailles met de Finse nationale ploeg, onder meer bij de Olympische Winterspelen van 1992 in Albertville. Het Finse team bestond bij dat toernooi verder uit Ari-Pekka Nikkola, Mika Laitinen en Toni Nieminen. In teamverband was hij ook succesvol bij de wereldkampioenschappen 1989 in Lahti, waar hij zegevierde aan de zijde van Ari-Pekka Nikkola, Jari Puikkonen en Matti Nykänen.
| Logo van de Olympische Spelen | Goud | Zilver | Brons | Logo van de Olympische Spelen |
|                               | 1    | 0      | 0     |                               |

1988: Nikkola, Nykänen, Ylipulli, Puikkonen ·
1992: Nikkola, Laitinen, Laakkonen, Nieminen ·
1994: Jäkle, Duffner, Thoma, Weissflog ·
1998: Okabe, Saito, Harada, Funaki ·
2002: Hannawald, Hocke, Uhrmann, Schmitt ·
2006: Widhölzl, Kofler, Koch, Morgenstern ·
2010: Loitzl, Kofler, Morgenstern, Schlierenzauer ·
2014: Wank, Kraus, Wellinger, Freund ·
2018: Tande, Stjernen, Forfang, Johansson ·
2022: Kraft, Huber, Hörl, Fettner